# Усман Дабо
Усман Дабо (фр. Ousmane Dabo; нар. 8 лютого 1977, Лаваль) — французький футболіст, що грав на позиції півзахисника. Відомий за виступами в низці французьких і закордонних клубів, а також національну збірну Франції. Дворазовий володар Кубка Італії та володар Суперкубка Італії з футболу. У складі збірної — володар Кубка Конфедерацій.

## Клубна кар'єра
Усман Дабо народився 1977 року в місті Лаваль. Розпочав займатися футболом у юнацькій команді клубу «Форсе», пізніше грав за юнацькі команди клубів «Лаваль» та «Ренн». У дорослому футболі дебютував 1995 року виступами за команду «Ренн», в якій грав до 1998 року, взявши участь у 41 матчі чемпіонату.
У 1998 році Дабо став гравцем італійського клубу «Інтернаціонале», проте наступного року клуб відправив французького футболіста в оренду до іншого італійського клубу «Віченца», а після повернення в 1999 році до «Інтернаціонале» за короткий час Дабо перейшов до ще одного італійського клубу «Парма». Після закінчення сезону 1999—2000 років «Парма» віддала футболіста в оренду до клубу Ліги 1 «Монако», в якому він провів першу половину сезону 2000—2001 років, а другу половину сезону провів у оренді в італійському клубі «Віченца». У 2001—2003 роках Дабо грав у складі італійського клубу «Аталанта».
У 2003 році Усман Дабо став гравцем італійського клубу «Лаціо», у складі якого грав до 2006 року. За час виступів за римський клуб французький футболіст здобув титул володаря Кубка Італії.
У 2006 році Дабо став гравцем англійського клубу «Манчестер Сіті», проте протягом 2 років провів за англійський клуб лише 13 матчів, та повернувся до «Лаціо». Цього разу в складі римської команди французький футболіст грав до кінця 2010 року, та здобув у її складі ще один титул володаря Кубка Італії, та став володарем Суперкубка Італії з футболу.
У 2011 році Дабо став гравцем клубу Major League Soccer «Нью-Інгленд Революшн», проте зіграв у йогої складі лише 3 матчі, та завершив виступи на футбольних полях.

## Виступи за збірну
У 2003 році Усман Дабо дебютував у складі національної збірної Франції. У складі збірної брав участь у розіграшу Кубка конфедерацій 2003 року у Франції, здобувши у складі команди титул переможця турніру. після 2003 року до збірної не залучався, загалом провів у її складі 3 матчі, в яких забитими голами не відзначився.
| Дата      | Місто      | Господарі | Результат | Гості         | Турнір             | Голи | Примітки |
| --------- | ---------- | --------- | --------- | ------------- | ------------------ | ---- | -------- |
| 20-6-2003 | Сент-Етьєн | Франція   | 2 – 1     | Японія        | Кубок Конфедерацій | -    |          |
| 22-6-2003 | Сен-Дені   | Франція   | 5 – 0     | Нова Зеландія | Кубок Конфедерацій | -    | 68'      |
| 20-8-2003 | Лансі      | Швейцарія | 0 – 2     | Франція       | товариський матч   | -    | 84'      |
| Усього    |            | Матчів    | 3         |               | Голів              | 0    |          |

## Титули і досягнення
- Володар Кубка Італії (2):

«Лаціо»: 2003–2004, 2008–2009
- Володар Суперкубка Італії з футболу (1):

«Лаціо»: 2009
- Володар Кубка Конфедерацій (1): 2003